# Chrysopogon melas
Chrysopogon melas är en tvåvingeart som beskrevs av Clements 1985. Chrysopogon melas ingår i släktet Chrysopogon och familjen rovflugor.
Artens utbredningsområde är Victoria i Australien. Inga underarter finns listade i Catalogue of Life.